# Přehrada Site C
Přehrada Site C je projekt Vodního a energetického úřadu Britské Kolumbie (BC Hydro) na výstavbu rozsáhlé přehradní nádrže se sypanou hrází a vodní elektrárnou na řece Peace v severovýchodní části Britské Kolumbie. Lokalita se nachází po proudu od stávající přehrady W. A. C. Bennetta a přehrady v kaňonu Peace. Plány počítají s maximálním výkonem přibližně 1 100 MW, průměrným výkonem 680 MW a roční produkcí 5 100 GWh elektrické energie. Jednalo by se tak o první velkou přehradu postavenou v Britské Kolumbii od roku 1984 a čtvrtý největší zdroj elektřiny v této kanadské provincii.
Původní obyvatelé a místní vlastníci půdy se proti výstavbě začali bránit právní cestou. Kromě toho více než 200 vědců a Kanadská akademie věd sdělili federální vládě Justina Trudeaua své výhrady s odkazem na nedostatky v procesu regulačního hodnocení a posuzování vlivů tohoto projektu na životní prostředí. Federální vláda však odmítla podniknout kroky, které by výstavbu přehrady zastavily.

## Historie

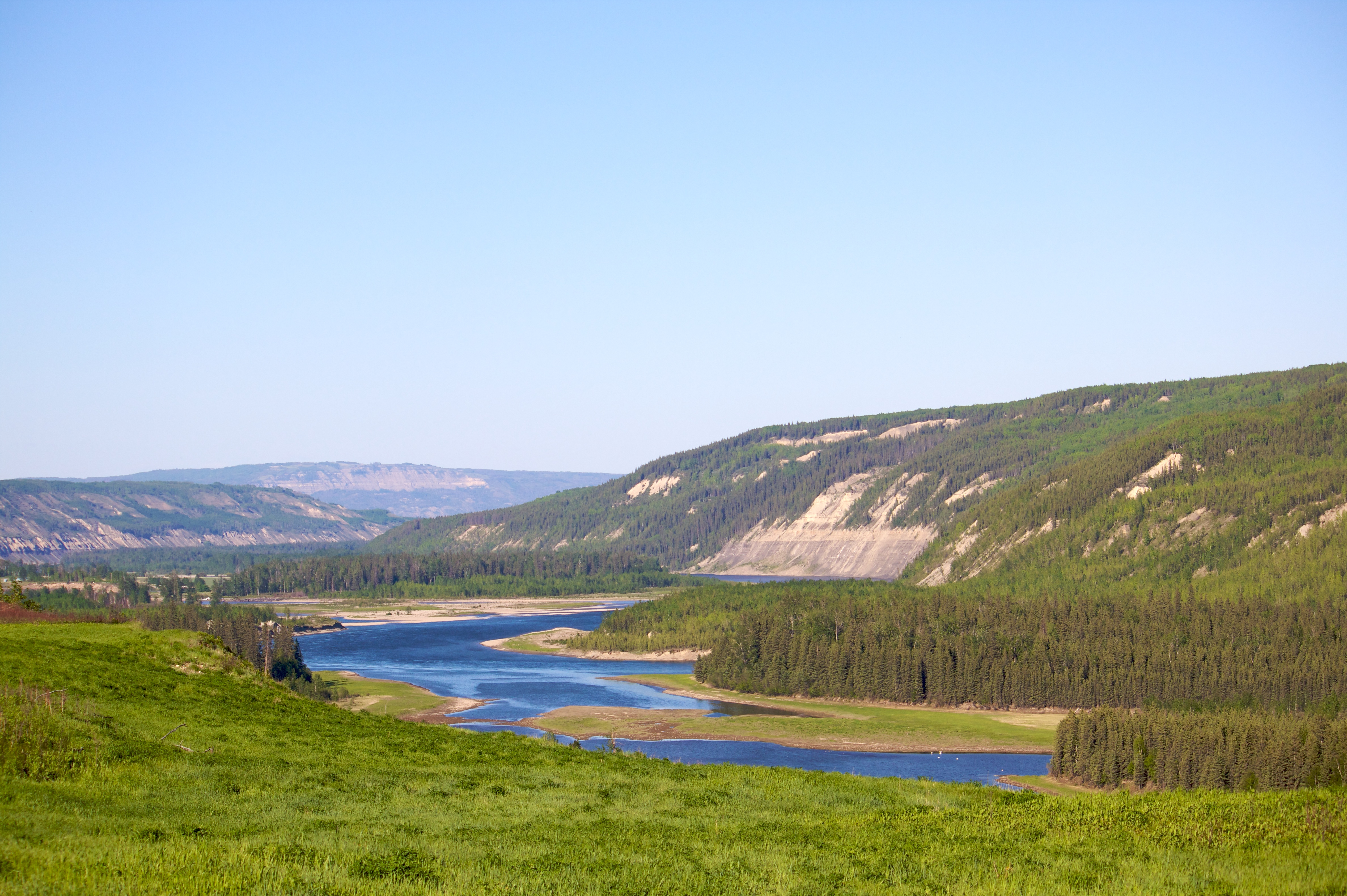
Řeka Peace asi v polovině mezi Bennettovou přehradou a chystanou přehradou Site C, nad ústím řeky Halfway, kde by vlivem výstavby mělo dojít k rozšíření toku

Pokud by přehrada byla vybudována, jednalo by se o třetí ze čtyř velkých přehrad na řece Peace, které byly původně navrženy v polovině dvacátého století. Prvním z projektů je přehrada W. A. C. Bennetta ležící 19 km západně od okresního města Hudson's Hope. Bennettova přehrada byla dokončena v roce 1967 a uvedena do provozu v roce 1968. Výstavba přehrady v kaňonu Peace byla dokončena v roce 1980 v místech 23 km po proudu od Bennettovy přehrady. Třetí přehrada, Site C („místo C“), byla ve stejné době navržena o 83 km dále pod přehradou v kaňonu Peace, což je přibližně 7 km jihozápadně od města Fort St. John. Přehrada Site C by měla řeku Peace po délce 83 km rozšířit až trojnásobně a měla by zvýšit hladinu i na 10 km řeky Moberly a 14 km řeky Halfway. Čtvrtá přehrada na toku řeky Peace na území Britské Kolumbie, nazvaná pracovně Site E, byla zamýšlena u hranic s provincií Alberta, avšak v roce 1982 byla z plánovacího procesu vyřazena.
Také od projektu přehrady Site C bylo výborem pro technickou infrastrukturu Britské Kolumbie (BC Utilities Commission) na základě slyšení mezi lety 1981 a 1983 upuštěno. Výbor kritizoval předpovědní metodiku BC Hydro, která „ani explicitně nezohlednila ceny energií, ani se nezakládala na statisticky významných vzorcích chování z minulosti“. Zákon o čisté energii však v roce 2010 projekt vyňal z dalšího posuzování výborem. Od té doby se stal opět předmětem úvah BC Hydro o rozšíření svých přehradních kapacit na řece Peace.
V dubnu 2010 vláda provincie oznámila záměr navázat na plány této stavby a posunout je do fáze regulační studie. Ta měla podléhat jak CEAA 2012 (Canadian Environmental Assessment Act, 2012), tak BCEAA (British Columbia Environmental Assessment Act). Aby se vyhly duplicitnímu posuzování, vlády Kanady a Britské Kolumbie zřídily společnou kontrolní komisi (joint review panel, JRP).
Po tříletém hodnotícím procesu v říjnu 2014 obdržel projekt Site C potvrzení o posouzení vlivů na životní prostředí od federální a provinční vlády. V prosinci 2014 vláda provincie vyhlásila konečné investiční rozhodnutí, kterým schválila výstavbu vodního díla v ceně 8,335 miliardy kanadských dolarů, včetně projektové rezervy ve výši 440 milionů dolarů. V červenci 2015 bylo vydáno rozhodnutí o zahájení výstavby Site C ještě v průběhu roku 2015.
V březnu 2016 již byla výstavba přehrady v plném proudu. Předsedkyně vlády Britské Kolumbie Christy Clarková oznámila svůj záměr dostat stavbu do bodu bez návratu ještě před provinčními volbami v květnu 2017. Společnost BC Hydro odhadovala, že v té době by již měly být uzavřeny stavební zakázky v hodnotě nejméně 4 miliard dolarů.
Projekt vyvolal dohady z řady důvodů: předmětem sporů jsou práva původních obyvatel, mnozí přehradu považují za ekonomicky neživotaschopnou a zaznívají obavy o ztrátu zemědělsky produktivní půdy i celkový dopad na životní prostředí. Společná federální a provinční kontrolní komise zjistila, že nebyla jasně prokázána potřeba elektrické energie a nebyly vyhodnoceny alternativy k tomuto projektu.

## Náklady
Odhady nákladů ze studie proveditelnosti provedené v roce 2007 uváděly maximální výši finančních nákladů 6,6 miliardy kanadských dolarů, a to na základě projektu z roku 1981, tehdejších bezpečnostích a technických norem. Aktualizovaný nákladový předpoklad byl vydán v květnu 2011 a odhadoval náklady na 7,9 miliardy dolarů, v roce 2014 pak nově revidován na částku 8,3 miliardy. To nezahrnuje náklady na přenosové sítě vedoucí do hlavních sídelních center, které jsou odhadovány na dalších až 743 milionů dolarů, což navyšuje celkové odhadované náklady na přibližně 9 miliard dolarů. Někteří odborníci uvedli, že náklady mohou dosáhnout až výše mezi 11 a 12 miliardami dolarů.
Harry Swain, bývalý předseda společné kontrolní komise (JRP) a bývalý náměstek ministra průmyslu Britské Kolumbie, v roce 2016 publikoval své ekonomické odhady, podle nichž se pouze 1,8 miliardy kanadských dolarů může z investice navrátit, zatímco zbylé náklady (7 miliard dolarů) by byly hrazeny daňovými poplatníky. Ani přes rostoucí počet obyvatel totiž spotřeba energie nerostla.

## Soudní spory
Příslušníci původních obyvatel bojkotovali slavnostní vyhlášení projektu Site C na Bennettově přehradě v dubnu 2010 a místní indiáni z West Moberly veřejně prohlásili, že zvažují právní kroky proti stavbě přehrady. V dubnu 2016 skupina vlastníků půdy a zemědělců z britskokolumbijské části údolí řeky Peace zahájila právní spor proti projektu. Ve své žalobě vlastníci půdy uvádějí, že provinční vláda ignorovala výhrady k projektu vznesené společnou kontrolní komisí, včetně jeho nákladnosti, neschopnosti prokázat potřebnost projektu a nedostatečného vyhodnocení alternativ.
V dubnu 2016 také původní obyvatelé podali žalobu k Nejvyššímu soudu Britské Kolumbie. Vedle těchto dvou žalob na úrovni provincie zahájila jak Společnost vlastníků půdy v údolí Peace, tak uskupení původních obyvatel Britské Kolumbie právní kroky proti projektu u kanadského federálního soudu. Žádost BC Hydro o urychlení těchto případů, tak aby se uvolnila cesta pro letní výstavbu, byla soudem zamítnuta. Podobné žaloby chastali také původní obyvatelé ze sousední provincie Alberta, stejně jako původní obyvatelé od řeky Blueberry, kteří se odvolávali na to, že jde o „porušení slibů z mírové smlouvy, že mohou pokračovat v praktikování svých tradic na tomto území.“

## Námitky vědců
V květnu 2016 skupina více než 200 předních kanadských vědců podepsala dopis vznášející vážné obavy ohledně procesu schválení přehrady Site C. Kanadská akademie věd (Royal Society of Canada) podnikla „nezvyklý krok“ a napsala samostatný podporující dopis kanadskému premiérovi Justinu Trudeauovi. Dopis „znepokojených vědců“ shrnul obavy signatářů v následujícím prohlášení: „Naše hodnocení je takové, že tento proces není v souladu se závazky provinční i federální vlády vůči usmíření s prvními národy a jejich právním námitkám, s ochranou životního prostředí a na důkazech založeném rozhodování s vědeckou integritou.“ Vědci argumentovali, že dopady přehrady na životní prostředí a absence souhlasu původních obyvatel činí z přehrady „'indikátor' odhodlání Trudeauovy vlády využívat zdroje způsoby založenými více na vědeckých základech, dlouhodobě udržitelnými a společensky zodpovědnými“. Federální vláda odmítla výzvu vědců k zastavení výstavby. Úřad ministryně pro životní prostředí a klimatickou změnu Catherine McKennové uvedl, že vláda „nemá v úmyslu znovu přehodnotit dopad Site C na životní prostředí“.

## Postoj opoziční strany
Strana New Democratic Party, která představuje v Britské Kolumbii politickou opozici, přislíbila, že pokud by vyhrála příští volby, přiměje BC Utilities Commission k přezkoumání nákladů a skutečné potřebnosti projektu. Kritik BC Hydro Adrian Dix nazval liberální vládu Britské Kolumbie „bezohlednou“ v tom, jak projekt tlačí kupředu bez takového přezkumu, jaký doporučila společná kontrolní komise vedená Harrym Swainem.